# Oplotnica község
Oplotnica község (szlovén nyelven Občina Oplotnica) Szlovénia 212 alapfokú közigazgatási egységének, azaz községének egyike a Podravska statisztikai régióban. Adminisztratív központja Oplotnica város. A község 1998-ban alakult meg, amikor kivált Slovenska Bistrica községből. A község a történelmi szlovén Stájerország (Štajersko) régió része.

## A községhez tartozó települések
A községhez Oplotnica székhelyen kívül a következő települések tartoznak:
- Božje
- Brezje pri Oplotnici
- Čadram
- Dobriška Vas
- Dobrova pri Prihovi
- Gorica pri Oplotnici
- Koritno
- Kovaški Vrh
- Lačna Gora
- Malahorna
- Markečica
- Okoška Gora
- Pobrež
- Prihova
- Raskovec
- Straža pri Oplotnici
- Ugovec
- Zgornje Grušovje
- Zlogona Gora
- Zlogona Vas

## Népesség
| Lakosok száma | 3935 | 3937 | 3969 | 4017 | 4018 | 4057 | 4116 | 4097 | 4130 | 4146 |
|               | 2008 | 2009 | 2011 | 2012 | 2013 | 2015 | 2016 | 2017 | 2019 | 2020 |